# Bovenburen (Winschoten)
Bovenburen, vroeger ook gespeld als Bovenbuiren of Bovenboeren, is een straat en voormalige buurtschap in de Nederlandse provincie Groningen. Het was een van de buurten waaruit het kerspel en de gemeente Winschoten bestond; tegenwoordig wordt het tot de stadswijken Grintweg en Winschoten-Noord gerekend. De straat loopt vanaf de Grintweg op de grens van Heiligerlee in het westen en naar Beertsterweg in het oosten. Het oostelijke deel loopt door het Stadspark van Winschoten. 

## Geschiedenis

### Naam
Bovenburen wordt voor het eerst genoemd als Bovenbueren (1564). De uitgang -buren betekent letterlijk: 'bij de woningen' en is hier op te vatten als 'nederzetting, buurt'. Boven- heeft in plaatsnamen de betekenis 'hoger gelegen, stroomopwaarts, landinwaarts'. De naam contrasteert met het oorspronkelijk lager gelegen Oostereinde.

### Vroege ontwikkeling
Bovenburen is net de nabijgelegen buurtschappen Zuiderveen, Sint-Vitusholt en Oostereinde ontstaan als een randveenontginning. In de loop der tijd ontstond er aan weerszijden van Oude Werf lintbebouwing aan noordzijde van de gelijknamige weg Bovenburen. De boeren uit Bovenburen hielden zich hoofdzakelijk bezig met de teelt van rogge op de ontgonnen dalgronden. Een deel van deze streek lag noordelijker dan de huidige straat Bovenburen; ten noordwesten van Winschoter Oostereinde, grofweg op de plek waar nu het zuidoostelijkste deel van het Oldambtmeer ligt.
In 1830 werd  een klein particulier schooltje gebouwd in Bovenburen (een bijzondere school eerste klasse), dat al snel in opspraak raakte omdat de jonge onderwijzers en de ouders op de hand van de Afscheiding waren. De gemeente stopte de subsidie aan de buurtscholen, waarna de school in 1857 werd opgeheven en de kinderen voortaal de school in de Langestraat bezochten. In de loop van de 20e eeuw verrezen meerdere scholen in Winschoten-Noord. 

### Oude Werf en De Burcht
Aan westzijde van Bovenburen ligt het landgoed Oude Werf met het landhuis De Burcht. De Oudewerfslaan (vroeger Middellaan of Hoethslaan) is de voormalige oprijlaan naar het landgoed en werd vroeger geflankeerd door oude bomen. Ook de Kloosterlaan (vroeger Westerlaan) en Vosseweg (vroeger Oosterlaan) behoorden vroeger tot het landgoed. In de tweede helft van de 18e eeuw kwam het landgoed in handen van jurist Hindrik Rudolf Hoeth. Hoeth bezat ook een groot stuk veen aan noordzijde, waar vanaf hij ter ontsluiting een weg liet aanleggen naar het Winschoterdiep bij Kloosterverlaat in het huidige Heiligerlee. Van 1799 tot 1824 was er een steenbakkerij ten noorden van het landgoed, die eigendom vormde van de familie Hora Siccama. Deze bevond zich ten noorden van de Noorderdwarslaan (nu opgesplitst door het latere tracé van het Winschoterdiep en de A7). Steenfabrikant Berend Haitzema kocht in 1824 de fabriek op om deze af te breken en zo de concurrentie te verminderen. Hij kocht ook het landgoed. Hij of zijn dochter en haar man Jan Freseman Viëtor richten het landgoed rond 1830 opnieuw in in de stijl van een Engelse tuin (mogelijk naar ontwerp van Roodbaard), waarbij ook de kenmerkende theekoepel tot stand kwam, die tegenwoordig het markeringspunt van Bovenburen vormt. Rond 1872 werd het huidige landhuis De Burcht gebouwd. Het landgoed heeft erna nog verschillende bewoners en functies gehad. In 1926 kocht de gemeente Winschoten het op. Zij richtte het westelijke deel in 1960 in als stadscamping. In 1994 verkreeg fabrieksdirecteur Nantko Post het landgoed. In 2009 verwierf hij ook de camping, die hij vervolgens liet sluiten. Hij heeft plannen voor woningbouw op het terrein, waarbij de oorspronkelijke tuin deels moet worden hersteld 

### Oprukkende bebouwing
In de tweede helft van de 19e eeuw groeide de kern van Winschoten steeds verder, waarbij tussen de stad en Bovenburen steeds meer tuinbouw (aardbeien, snijbonen en 'salade') opkwam. Ook ontstond er lintbebouwing vanaf het stadscentrum langs de Oudewerfslaan, het Zandpad (de huidige Witte de Withstraat) en de Ludensweg. Vanaf 1930, toen Winschoten startte met grote uitbreidingsplannen, werd er ten zuiden van Bovenburen gebouwd langs de Acacialaan, Trekweg, Grintweg, Oudewerfslaan, de Hoethslaan (M.A. de Ruyterlaan), en ook werd de bebouwing langs het Zandpad en de Ludensweg verder uitgebreid. Hierdoor ontstond er een min of meer aaneengesloten bebouwing tussen het stadscentrum en Bovenburen. Ten noorden van Bovenburen ontstond in dezelfde tijd lintbebouwing aan westzijde van de Kloosterlaan. In de jaren 1950 verrees lintbebouwing ten oosten van de Hoorntjesweg ten noorden van Bovenburen. In 1956 werd door het noordelijk deel het Nieuwe Winschoterdiep gegraven.

### Aanleg van de Parkwijk
In de jaren 1970 en 1980 werd de buurtschap binnen de stad getrokken door de aanleg van de Parkwijk en het Stadspark. Hierbij werd de noordzijde van de weg Bovenburen ingericht als een groene long. Voor de aanleg werden een aantal bestaande boerderijen gesloopt.
Stad: Winschoten

Dorpen: Bad Nieuweschans · Beerta · Blauwestad · Drieborg · Eexta · Finsterwolde · Heiligerlee · Midwolda · Nieuw-Beerta · Nieuwolda · Nieuw-Scheemda · Oostwold · Scheemda · 't Waar · Westerlee

Buurtschappen (en voormalige buurtschappen): Beersterhoogen · Bellingwolderzijl · Bikkershorn · Booneschans · Bovenburen · Bovenstreek (Westerlee) · Bovenstreek (Winschoten) · De Kamp · De Dellen · Eextahaven · Egypterdijk · Ekamp · Finsterwolderhamrik · Ganzedijk · De Garsten ·  Goldhoorn · Hamdijk · Hardenberg · Hongerige Wolf · Kloostergare · Kopaf · Kostverloren · Kromme-Elleboog · Kroonpolder · Lutje Loug · Meerland · Munnekeveen · Napels · Niesoord · Nieuwe Statenzijl · Nieuwolda-Oost · Polderdwarsweg ·  (Winschoter) Oostereinde · Oostwolderhamrik · Oostwolderpolder · Oudedijk · Oudekerk · Oude Statenzijl · Oudezijl · Reiderwolderpolder · Scheemdermeer · Scheemderzwaag · Scheveklap · Sint-Vitusholt (of Achterholt) · Stadspolder · Stoksterhorn · Tranendal · Tutjeshut · Ulsda · Veenhuizen · Westeind · Winschoterhogebrug · Winschoterzijl · Zandhoogte · Zuiderveen 

Voormalige gemeenten: Reiderland · Scheemda · Winschoten

Groningen: Steden en dorpen      Nederland: Provincies · Gemeenten